# أل لوكاس
أل لوكاس (بالإنجليزية: Al Lucas)‏ (1 سبتمبر 1978 بماكون في الولايات المتحدة - 10 أبريل 2005 بلوس أنجلوس في الولايات المتحدة) هو لاعب كرة قدم أمريكية ولاعب كرة سلة أمريكي في مركز لاعب خط ‏. لعب مع كارولاينا بانثرز.

## وصلات خارجية
- أل لوكاس على موقع مرجع كرة القدم المحترفة.كوم (الإنجليزية)